# Битка код Бурса
Битка код Бурса била је мањи окршај који се одиграо 636. године код Бурса или Бирс Нимруда, у данашњем централном Ираку, током муслиманског освајања Сасанидског царства. Заповедник рашидунске војске Зухра ибн ел Хавија, победио је Бусбухра, сасанидског заповедника који је управљао овим градом, у довбоју,а градски гарнизон надаље није пружао већи отпор.

Након своје победе у бици код Кадисије у лето 636. године, Сад ибн Аби Вакас је своју војску поделио у пет одреда како би напредовале ка  Ктесифону; њима су заповедали Зухра ибн ел Хавија, Абдулах ибн ел Мутим, Шурахбил ибн ас Симт, Халид ибн Урфата, и Хашим бин Утба. Снаге које су се налазиле под Зухром наишле су на отпор код Бурса, али је он убрзо превладан након што је он у једној борби победио Бусбухра, заповедника градског гарнизона.